# Vézins-de-Lévézou
Vézins-de-Lévézou é uma comuna francesa na região administrativa de Occitânia, no departamento de Aveyron. Estende-se por uma área de 78,96 km². Em 2010 a comuna tinha 675 habitantes (densidade: 8,5 hab./km²).